# Abag-Banner

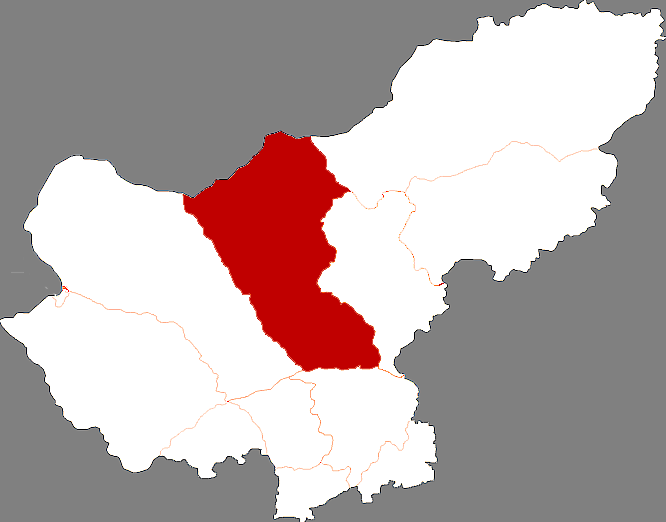
Lage des Abaga-Banners im Xilin-Gol-Bund

Das Abag-Banner (chinesisch 阿巴嘎旗, Pinyin Ābāgā Qí; mongolisch ᠠᠪᠠᠭ᠎ᠠ ᠬᠣᠰᠢᠭᠤ Abaɣ-a qosiɣu) ist ein Banner des Xilin-Gol-Bundes, einer administrative Untergliederung auf Bezirksebene im Zentrum des Autonomen Gebiets Innere Mongolei der Volksrepublik China. Es hat eine Fläche von 27.495 km² und zählt ca. 40.000 Einwohner. Sein Hauptort ist die Großgemeinde Biligtai (别力古台镇).